# Zygostelma
Zygostelma é um gênero pertencente à família das apocináceas com três espécies de plantas fanerógamas.

## Espécies
- Zygostelma benthamii Baill.
- Zygostelma calcaratum E.Fourn.
- Zygostelma calcaratum E.Fourn.